# EToro
Cet article concerne l’entreprise. Pour le peuple, voir Etoro.
 (décembre 2020).
eToro est une compagnie qui a son siège social en Israël et enregistrée auprès du régulateur chypriote elle est spécialisée en trading social et courtage.
eToro a des bureaux enregistrés à Chypre, en Israël, au Royaume-Uni,,, aux États-Unis,, en Australie, en Allemagne et aux Émirats arabes unis.
En septembre 2024, eToro a compté 38 millions d’utilisateurs enregistrés et plus de 3,5 millions de comptes financés,. Au début de l'année 2025, la société a formulé une demande pour être cotée sur le Nasdaq et est entrée en bourse le 14 mai,. En 2025, l'entreprise a une valeur de 5,5 milliards de dollars,.

## Histoire
La compagnie eToro est fondée sous le nom de RetailFX en 2007 à Tel Aviv, par les frères Yoni Assia et Ronen Assia avec la participation de David Ring.
En 2010, eToro a lancé une plate-forme d’investissements sociaux de eToro OpenBook, où figure la fonction de « CopyTrading ». Cette plate-forme permet aux investisseurs de consulter, suivre et copier automatiquement le travail des tops traders. La même année, eToro a lancé sa première application Android pour permettre aux investisseurs d’acheter et de vendre différents produits financiers directement par leurs téléphones portables.
Entre 2007 et 2013, la compagnie a réuni 31,5 millions de USD (28€ millions) en quatre cycles de financement,. En décembre 2014, eToro a attiré 27$ millions (24€ millions) d’investisseurs principalement russes et chinois. En décembre 2017, eToro et CoinDash s’associent pour développer le trading social basé sur le blockchain. En 2018, eToro attire encore 100$ millions (89€ millions) dans un cycle de financement privé.
Au total, plus de 162 millions de dollars ont été investis dans eToro par des sociétés d’investissement telles que CommerzVentures, Spark Capital, SBI Holdings, la banque Chinoise Ping An Insurance, la société financière publique Russe Sberbank, Korea Investment Partners, le groupe BRM axé sur la technologie, et China Minsheng Financial Holdings,,. Les autres investisseurs incluent Eli et Nir Barkat, Alona Barkat, Chemi Peres et le fond Pitango VC, Digital Currency Group, Softbank, Betsy Z. Cohen, Eddy Shalev et Genesis Partners, Avner Stepak (Meitav Dash Investment House), Bracket Capital,,.
En 2013, eToro a donné la possibilité d’investir dans des actions et CFDs, avec une offre initiale de 110 actions qui a ensuite été enrichie de plus de 3 000 produits financiers,. La même année, eToro a été autorisé à offrir ses services au Royaume-Uni par l’autorité réglementaire (FCA), auprès de la compagnie filiale eToro UK. En janvier 2014, eToro a ajouté le CFD en Bitcoin à ses instruments d’investissement et puis a ajouté neuf crypto-monnaies de plus en 2017,. À la fin de 2013, eToro a annoncé de détenir plus de 3 millions de comptes. Vers la fin de 2017, ce chiffre atteint 8 millions, toujours d’après eToro.
En 2017, eToro a lancé sa fonction CopyPortfolio, permettant aux investisseurs de copier complètement des porte-feuilles de fonds des meilleurs traders. Cette fonction utilise partiellement l'apprentissage automatique. La même année, le directeur régional d’eToro en Allemagne, Dennis Austinat, a commenté : « Notre but est de concrétiser le Facebook du trading ». eToro a lancé un porte-monnaie de crypto-monnaie pour Android et iOS en 2018. En mai 2018, eToro a pénétré le marché américain en proposant 10 crypto-devises : le Bitcoin, l’Ethereum, le Litecoin, l’XRP, le Dash, le Bitcoin Cash, le Stellar, l’Ethereum Classic, le NEO, et l’EOS. En novembre 2018 eToro a lancé GoodDollar, un projet social à but non lucratif open source qui vise à réduire les inégalités de revenu grâce au revenu de base en utilisant la technologie DeFi sur blockchain. Le projet a été lancé par le PDG Yoni Assia annonçant cette initiative lors du Web Summit à Lisbonne en 2018 avec le soutien financier de 1 million de dollars de la société,. En décembre 2018 eToroX, la filiale crypto-monnaie d’eToro, a reçu une licence de fournisseur de technologie de registre distribué de la Commission des Services Financiers de Gibraltar,.
En mars 2019 eToro a acheté la compagnie danoise Firmo, une compagnie proposant des services de  blockchain, pour un montant non communiqué,.
En septembre 2019, eToro a présenté Lira, un nouveau langage de programmation open source pour les contrats financiers,,.
En octobre 2019, eToro a publié un portefeuille de chiffrement basé sur les sentiments, utilisant la technologie d'intelligence artificielle pour évaluer les impressions positives ou négatives actuelles de Twitter sur des actifs numériques,.
En novembre 2019, eToro a acquis Delta, une compagnie belge s’occupant d'applications de suivi de portefeuilles cryptographiques,. En mars 2019, l'entreprise a lancé sa plateforme de trading de crypto-monnaies et son portefeuille autonome de crypto-monnaies aux utilisateurs américains,,.
En mars 2021, eToro a annoncé son intention de devenir une société cotée en bourse grâce à une fusion de filiale inversée de 10,4 milliards de dollars avec FinTech Acquisition Corp V (NASDAQ:FTCV), une Société d'acquisition à vocation spécifique (SPAC) soutenue par l'ancien PDG de Bancorp, Betsy Z. Cohen. La société combinée opérera sous le nom d'eToro Group Ltd et aura une valeur d'entreprise estimée implicite de 10,4 milliards de dollars à la clôture avec un financement de 650 millions de dollars provenant d'investissements privés en capital public (PIPE) de Softbank Vision Fund 2, Third Point, Fidelity Management, Wellington Management, ION Investment Group et Research Co,.
En décembre 2021, eToro a modifié son accord avec FinTech Acquisition Corp. V pour prolonger la date de fin de l'accord de fusion jusqu'au 30 juin 2022. Son évaluation de la SPAC a été réduite de 10,4 milliards de dollars à 8,8 milliards de dollars en raison des changements du marché et des défis de la SPAC. Cependant, en raison de l’instabilité du marché et de défis internes liés à la SPAC, notamment des « faiblesses significatives » dans ses contrôles financiers, l’opération a été annulée au milieu de l’année 2022,.
Le 10 juin 2022, la plateforme eToro est enregistrée en tant que Prestataire de Services sur Actifs Numériques (PSAN) par l'Autorité des marchés financiers (AMF - régulateur français). Par l'intermédiaire de sa filiale eToro (Europe) Limited, l'entreprise est donc depuis cette date autorisée à fournir des services liés aux cryptomonnaies en France.
En août 2022, eToro a signé un accord définitif pour l’acquisition de Gatsby, une start-up fintech spécialisée dans le trading d'options et d’actions, pour un montant de 50 millions de dollars, payés en espèces et en actions ordinaires.
En novembre 2022, eToro a acquis Bulsheet, un fournisseur d'outils de gestion de portefeuilles basé à Lisbonne, pour un montant non divulgué.
L’entreprise a également mené un tour de financement de 250 millions de dollars, valorisant la société à 3,5 milliards de dollars,.
En 2023, eToro reçoit une amende de 1,3 million d'euros de l'AGCM pour avoir trompé ses clients concernant le prix de ses services.
En 2024, Yoni Assia a révélé l’acquisition de la société Deep, spécialisée dans l’automatisation de contenu, par eToro.
En mars 2024, la société a annoncé qu'elle envisageait New York ou Londres comme villes potentielles pour son introduction en bourse (IPO). En décembre 2024, eToro a engagé Goldman Sachs pour mener son IPO prévue aux États-Unis en 2025.
En septembre 2024, eToro a acquis l'application australienne Spaceship pour près de 55 millions de dollars,.
Le 14 mai 2025, eToro a finalisé son introduction en bourse et a inscrit ses actions au Nasdaq sous le symbole boursier "ETOR".

## Opérations
Le bureau principal d’eToro est situé à Tel Aviv, Israël. Les bureaux juridiques enregistrés sont également situés au Royaume-Uni, aux États-Unis, à Chypre, en Australie, en Allemagne et aux EAU.
La compagnie eToro est réglée par le CySEC en UE, elle est approuvée par le FCA au Royaume-Uni, le FinCEN aux USA, et par l'ASIC en Australie.
eToro propose des CFD pour les métaux précieux, les matières premières et les vecteurs d’énergie, notamment le pétrole brut WTI, le Brent et le gaz naturel. Les indices boursiers couverts par les CFD de eToro incluent le S&P 500, le NSDQ 100, le S&P 200 australien,.
En 2023, la société était valorisée à $3,5 bln. En 2023, eToro a reçu l’approbation de l’Autorité de régulation des services financiers (FSRA) de l'ADGM pour s’implanter aux Émirats arabes unis et a étendu ses services en incluant l'ISA. La société a désormais opéré dans 75 pays et a atteint 38 millions d’utilisateurs.
En septembre 2024, eToro comptait 38 millions d'utilisateurs et 3,5 millions de comptes financés,.

## Marketing et expansion
eToro sponsorise sept équipes du championnat d'Angleterre de football – Tottenham Hotspur FC, Newcastle FC, Southampton FC, Leicester City FC, Crystal Palace FC, Brighton & Hove Albion FC et Cardiff City FC. Le partenariat pour la Premier League s'est poursuivi sur la saison 2019-2020 quand les équipes Aston Villa FC et Everton FC se sont jointes à Southampton FC, Tottenham Hotspur FC, Crystal Palace FC et Leicester City FC,.
En 2018, on[Qui ?] a annoncé que Kristian Nairn, vedette de Game of Thrones, apparaîtrait dans une campagne publicitaire pour eToro. Celle-ci a été lancée sur Youtube en octobre 2018 et présentait le mème Internet HODL,,.
En 2019, elle a conclu des accords de sponsoring avec l'équipe américaine KTM de MotoGP, l'Ultimate Fighting Championship, le joueur de tennis français Gaël Monfils et le club de football allemand Eintracht Frankfurt. En 2020, elle a lancé douze nouveaux accords de parrainage avec des clubs sportifs français, britanniques, allemands et danois, dont West Bromwich Albion, Burnley, FC Augsburg, 1. FC Cologne, Hamburger SV (Bundesliga 2), l’Union Berlin, VfL Wolfsburg, l’AS Monaco et le FC Midtjylland. En octobre 2020, le Rugby Australien a annoncé qu'eToro serait un Partenaire Présentateur du tournoi des Trois Nations 2020, l'étendant en 2021 pour en devenir le partenaire principal pendant trois ans. Elle a également lancé un partenariat avec l'équipe DS Techeetah de Formule E en 2021.

### Campagne pour les Jeux olympiques d'été de 2024
En juillet 2024, eToro a collaboré avec LTX Studio de Lightricks pour produire une publicité générée par l’IA, diffusée pendant les Jeux olympiques d'été de 2024 à Paris,.

### États-Unis
En mars 2019, eToro a lancé sa plate-forme de change de crypto-monnaies et son porte-monnaie indépendant de crypto-monnaies aux utilisateurs américains. Actuellement, la compagnie propose 14 crypto-devises dans 32 états. Selon TechCrunch, la stratégie de lancement est basée « sur la persuasion de la compagnie en immenses possibilités du marché qui existent avec la tokenisation d’actifs »,.
En 2019, eToro a nommé Alec Baldwin ambassadeur de la marque américaine, faisant la promotion de leurs produits de copyfund et de crypto-monnaie,.